# Dachava
Dachava (en ukrainien et en russe : Дашава) est une commune urbaine de l'oblast de Lviv, en Ukraine. Sa population s'élevait à 2 232 habitants.

## Géographie
Dachava est arrosée par la rivière Berejnitsia (en russe : Бережниця), un affluent du Dniestr. Elle est située à 63 km au sud de Lviv et à 11 km à l'est de Stryï. 

## Histoire
Au début du XXe siècle, des gisements de gaz naturel furent découverts à Dachava et le premier puits commença à fonctionner le 18 avril 1921. En 1922 fut construit le gazoduc Dachava – Stryï – Lviv. Dans les années 1946-1948, un gazoduc relia Dachava à Kiev et alimenta le réseau urbain et les appartements de Kiev. En 1951, le gazoduc fut prolongé jusqu'à Moscou en passant par Briansk, et nommé gazoduc Dachava – Kiev – Briansk – Moscou. Sa capacité était de 5 millions de mètres cubes de gaz par jour, atteinte en 1959.
Les symboles de Dachava furent adoptés en 1998. Les armoiries représentent une tête de puits d'exploitation de gaz naturel, ou « arbre de Noël », surmontée d'une flamme, sur un fond de maçonnerie symbolisant la fabrication de matériaux de construction ; en bas est mentionnée la date de 1448. Sur le même fond, le gonfalon de Dachava fait figurer les langues d'une flamme bleue.

## Population
Recensements (*) ou estimations de la population :
| 1959* | 1970* | 1979* | 2001* | 2008  | 2009  | 2010  | 2011  |
| ----- | ----- | ----- | ----- | ----- | ----- | ----- | ----- |
| 4 048 | 2 013 | 2 033 | 2 323 | 2 320 | 2 322 | 2 338 | 2 333 |

| 2012  | 2013  | 2014  | 2015  | 2016  | 2017  | 2018  | 2019  |
| ----- | ----- | ----- | ----- | ----- | ----- | ----- | ----- |
| 2 342 | 2 374 | 2 383 | 2 376 | 2 406 | 2 407 | 2 396 | 2 384 |

| 2021  | - | - | - | - | - | - | - |
| ----- | - | - | - | - | - | - | - |
| 2 366 | - | - | - | - | - | - | - |

## Transports
Dachava se trouve à 78 km de Lviv par le chemin de fer à partir de la gare de Stryï et à 65 km par la route.